# Ортопедический корсет
Ортопеди́ческий корсе́т — медицинский ортопедический пояс из воздухопроницаемой, эластичной ткани со специальными ребрами жесткости и стягивающими ремнями, применяемый при заболеваниях, искривлениях и травмах позвоночника.

## Рёбра жесткости
Рёбра жёсткости могут быть выполнены из:
- пластика
- металла

Рёбра жёсткости классифицируются:
- регулируемые — требующие дополнительной настройки по форме позвоночника, как правило, из металла
- нерегулируемые (гибкие) — не требующие дополнительной настройки

## Функции
Функции ортопедического корсета:
- стабилизировать позвоночник
- поддерживать позвоночный столб в физиологически правильном положении при ослабленном мышечном тонусе длинных мышц спины[1]
- перераспределить нагрузку с различных отделов позвоночника
- исправить деформации позвоночного столба[2][нет в источнике]

## Классификация ортопедических корсетов
Ортопедические корсеты классифицируются по степени жесткости и отделу позвоночника.
Ортопедические корсеты по степени жёсткости могут быть:
- полужёсткими
- жёсткими[1][2]

По отделу позвоночника ортопедические корсеты могут быть:
- грудопоясничными
- пояснично-крестцовыми

В отдельную группу выделяют лёгкие согревающие корсетные пояса.

### Лёгкие согревающие корсетные пояса
Согревающие пояса рекомендуют носить при болях в спине, вызванных неврологическими расстройствами: радикулитом, ревматизмом, остеохондрозом. Функция лёгких поясов - прогревание сухим теплом, микромассаж. При изготовлении таких поясов используется собачья, овечья и верблюжья шерсть.

### Полужёсткие корсеты
Полужёсткий ортопедический корсет рекомендуют носить: 
- при болях в спине, вызванных следующими заболеваниями: радикулит, остеохондроз, грыжа межпозвонковых дисков, спондилез и т. д.),
- при тяжёлом физическом труде для поддержки спины
- во время занятий спортом, при длительном нахождении за рулём для фиксации позвоночника в правильном положении

Функции полужёсткого ортопедического корсета:
- наружная фиксация пояснично-крестцового отдела позвоночника
- разгрузка поражённого участка
- предохранение мышц от избыточного напряжения
- согревающий и микромассажный эффект[3]

### Жёсткие корсеты
Жёсткий ортопедический корсет назначает врач-реабилитолог в ранний период реабилитации после травмы или операций для того, чтобы:
- компенсировать опорную функцию поражённого сегмента;
- предохранить позвонки от дальнейшего смещения;
- ускорить процесс реабилитации.

### Грудопоясничный ортопедический корсет
Функции грудопоясничного ортопедического корсета:
- стабилизирует нижнегрудный и пояснично-крестцовый отдел позвоночника
- снимает боль
- перераспределяет нагрузку с мышц спины

Показания к применению
- реабилитация после травм и операций в соответствующем отделе позвоночника (жёсткий)
- профилактика, лечение остеохондроза, остеопороза, остеохондропатии (полужёсткий)

### Пояснично-крестцовый ортопедический корсет
Функции пояснично-крестцового ортопедического корсета:
- стабилизирует пояснично-крестцовый отдел позвоночника
- восстанавливает и поддерживает подвижность суставов
- снижает боль в спине
- снижает нагрузку на спину при интенсивном физическом труде

Показания к применению
- реабилитация после травм в соответствующем отделе позвоночника (жёсткий)
- консервативная терапия при боли в спине, вызванной радикулитом, миозитом, остеохондрозом, межпозвонковой грыжей, остеопорозом (полужёсткий)
- профилактика травм и болей в спине при занятии активным спортом[4]

### Пневмокорсет
Действие пневмокорсета направлено на фиксацию и ограничение подвижности поясничного отдела позвоночиника, позволяет восстанавливать расстояние между позвонками. При заполнении вертикальных полостей пневмокорсета воздухом, они расширяются и создают опору для позвоночника. Так как расширение происходит в вертикальном направлении, пояс расширяет суженные межпозвоночные щели, фиксирует позвонки и предотвращает их дополнительное смещение. Значительно снижается нагрузка на поясничный отдел позвоночника, происходит расслабление мышц, улучшение кровоснабжения и иннервации, и как результат – уменьшение болевого синдрома и профилактика остеохондроза.
Основные функции:
- Профилактика остеохондроза;
- Профилактика сколиоза;
- Профилактика межпозвоночной грыжи;
- Устранение болевых ощущений при физических нагрузках.

Применяется при:
- При нарушениях осанки, сколиозах;
- При остеохондрозе, спондилёзе и других заболеваниях позвоночника;
- При реабилитации после травм и операций.